# Meconopsis ganeshensis
Meconopsis ganeshensis är en vallmoväxtart som beskrevs av Grey-wilson. Meconopsis ganeshensis ingår i släktet bergvallmor, och familjen vallmoväxter. Inga underarter finns listade i Catalogue of Life.